# Egui

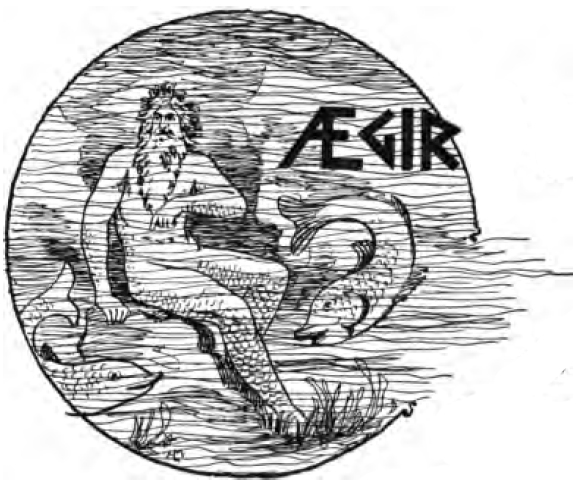
Egui

Egui (en norrè, Ægir) és una figura de la mitologia norrena; el seu nom deriva d'una forma pregermànica *ēqi̯ós “aiguader”, “portador d'aigua”. En un moment donat hom el va relacionar amb la mar. Apareix com un déu amfitrió, que organitza banquets i acull els déus viatgers. En un d'ells, el poema Lokasenna, el déu Loki insulta tots els altres déus convidats, la qual cosa causa la seva desgràcia. Segons els relats mitològics, l'Ægir és designat com a ètun o com a déu.
L'Egui és pare i marit de la deessa Ran, amb qui té nou filles, que simbolitzen els nou tipus diferents d'ona marina. Aquestes nou filles seran les nou mares del déu Heimdal.
Ægir, satèl·lit de Saturn, va ser anomenat en honor seu.